# Eilema signata
Eilema signata là một loài bướm đêm thuộc phân họ Arctiinae, họ Erebidae.